# Юнгер, Елена Владимировна
Еле́на Влади́мировна Ю́нгер (20 апреля [3 мая] 1910, Санкт-Петербург — 4 августа 1999, там же) — советская и российская актриса, многолетняя артистка Театра Комедии в Ленинграде — Петербурге (с 1936), супруга режиссера и художника Николая Акимова. Народная артистка РСФСР (1957).

## Биография
Родилась 20 апреля (3 мая) 1910 года в Санкт-Петербурге в семье художника и поэта Владимира Юнгера (единственный поэтический сборник «Песни полей и комнат» издан в 1914 году). В возрасте шести лет в 1916 году Юнгер поступила в женскую гимназию. После революции училась во многих школах города, в том числе в известной немецкой школе Петришуле (1923 год). В 1927 году Юнгер была зачислена в Школу русской драмы на улице Росси.
После окончания Театральной студии, в 1930—1933 годах Елена Юнгер сменила несколько театров. Среди них: ТЮЗ в Свердловске, театр Синяя блуза и Реалистический театр в Москве.
В 1933 году в Экспериментальной театральной мастерской в Ленинграде познакомилась с её руководителем — Николаем Павловичем Акимовым. В 1935 году была принята в труппу Ленинградского театра Драмы (ныне — Александринский театр). В 1936 году вместе с ведущими артистами Экспериментальной театральной мастерской вошла в труппу Театра Комедии, которую возглавил Н. П. Акимов.
Сыграла более полусотни ролей на сцене Театра Комедии, среди них Диана («Собака на сене»), Леонарда («Валенсианская вдова»), Виола («Двенадцатая ночь»), Лидия Чебоксарова («Бешеные деньги»), Гурмыжская («Лес»), Эльвира («Дон Жуан»), Наталья Петровна («Месяц в деревне»), Раневская («Вишневый сад»), Гекуба («Троянской войны не будет»), Эржбет Орбан («Игра с кошкой»), Мод («Гарольд и Мод»), Лидия («Синее небо, а в нём облака»), Сара Бернар («Смех лангусты»). В 1940 году исполнила роль Принцессы в первой постановке знаменитой сказки Е. Шварца «Тень» (Ленинградский Театр Комедии, реж.: Н. Акимов).
В последние годы жизни актриса не выходила на сцену родного театра, но оставалась в труппе до последних дней. Играла в театре «Эксперимент», в театре-студии «Арлекин».

Могила Е. Юнгер

Е. В. Юнгер умерла 4 августа 1999 года в Петербурге; похоронена на Литераторских мостках.

## Книги Е. В. Юнгер
Прекрасное знание иностранных языков позволило Е. Юнгер осуществить художественные переводы нескольких пьес, например, «Неизвестный солдат и его жена» Питера Устинова, «Побольше величественных особняков» О’Нила, «Три высокие женщины» Эдварда Олби, а также книгу воспоминаний Эдит Пиаф «Моя жизнь», которая претерпела множество переизданий.
Также написала две книги собственных мемуаров: «Всё это было, было, было» и «Друзей прекрасные черты» — обе изданы при жизни актрисы. В книгу «Северные руны» вошли очерки Елены Юнгер и стихи её отца Владимира Юнгера.

## Семья
Муж — Акимов, Николай Павлович. 
Дочери — Анна Николаевна Юнгер (1934) и Нина Николаевна Акимова (1945—2020).
Дядя — Юнгер, Александр Александрович (1883—1948) — ленинграский архитектор, репрессирован.

## Роли в театре
- 1936 — «Собака на сене» Лопе де Вега, реж. и худ. спектакля — Н. П. Акимов — Диана
- 1937 — "Школа злословия" Р. Шеридана,  реж. и худ. спектакля — Н. П. Акимов — леди Тизл
- 1938 — "Двенадцатая ночь" У. Шекспира, реж. и худ. спектакля — Н. П. Акимов — Виола.
- 1939 — "Валенсианская дева" Лопе де Вега, реж. и худ. спектакля — Н. П. Акимов — Леонарда
- 1939 — "Опасный поворот" Д. Пристли, реж. Г. М. Козинцев, худ. — Н. П. Акимов — Фреда
- 1941 — "Давным-давно" авт. А. Гладкова, реж. и худ. спектакля — Н. П. Акимов, — Шурочка Азарова
- 1947 — "Русский вопрос" К. Симонова, реж. — А. И. Ремизова, худ. — Н. П. Акимов — журналистка Смит
- 1956 — "Не сотвори себе кумира" А. Файко, реж. — Н. П. Акимов, — Глафира Днепровская
- 1957 — "Деревья умирают стоя" А. Кассоны, реж. спектакля — А. И.  Ремизова и Н. П. Акимов — бабушка
- 1959 — «Пёстрые рассказы» А. П. Чехова, реж. и худ. — Н. П. Акимов — Госпожа NN
- 1961 — "Милый обманщик" Д. Килти, реж. — А. И. Ремизова, худ. — Н. П. Акимов — Патрик Кембелл
- 1963 — "Дон Жуан" Д. Байрона, реж. и худ. спектакля — Н. П. Акимов — Эльвира
- 1974 — «Игра с кошкой» К. Хиггинса — Эржбет Орбан
- «Троянской войны не будет» — Гекуба
- 1982 — «Гарольд и Мод» К. Хиггинса — Мод
- 1984 — «Синее небо, а в нём облака» В. Арро — Лидия
- «Смех лангусты» — Сара Бернар
- «Бешеные деньги» — Лидия Чебоксарова
- «Лес» — Гурмыжская
- «Месяц в деревне» — Наталья Петровна
- «Вишневый сад» — Раневская

## Фильмография
- 1935 — Крестьяне — Варвара Нечаева
- 1937 — Большие крылья — Люба, жена Кузнецова
- 1940 — Приятели — учительница
- 1947 — Золушка — Анна
- 1954 — Герои Шипки — Александра Петровна, жена Николая Николаевича
- 1955 — Овод — Юлия
- 1956 — Софья Ковалевская — Софья Ковалевская
- 1961 — Пёстрые рассказы — госпожа Н.Н.
- 1966 — Первая любовь (фильм-спектакль) — Марья Николаевна
- 1980 — Ещё о войне (фильм-спектакль) — Савишна
- 1984 — Пусть цветет иван-чай — Александра Петровна Верёвкина, соседка Вити
- 1989 — Анна Петровна — Анна Петровна Захарова-Кочубей
- 1990 — Зимняя вишня 2 — свекровь
- 1992 — Жёсткий спрос
- 1992 — Наваждение — Графиня
- 1995 — Зимняя вишня 3 — свекровь
- 1995 — Классная дама (короткометражный) — директор пансиона

## Награды и звания
- Заслуженная артистка РСФСР (5 февраля 1946)
- Народная артистка РСФСР (22 июня 1957)
- орден «Знак Почёта» (1.6.1940)
- медаль «За оборону Ленинграда» (1945)
- медаль «За доблестный труд в Великой Отечественной войне 1941—1945 гг.» (1946)
- медаль «В память 250-летия Ленинграда» (1957)
- Лауреат Царскосельской художественной премии (1998 год)